# オニシバリ
オニシバリ（鬼縛り、学名：Daphne pseudomezereum）はジンチョウゲ科ジンチョウゲ属の常緑小低木。有毒植物。別名、ナツボウズ（夏坊主）。

## 特徴
高さは1-1.5mになる。枝はよく分枝し、汚灰茶色で全体が無毛。葉は互生し、半革質でやわらかく、形は長楕円形で長さ5-13cm、幅1-3cm、両端は長鋭形になる。葉の縁は全縁で、7-9対ある側脈が不規則に分枝し波曲する。葉柄はほとんどない。7-8月頃に落葉し、8-9月に枝端から新しい葉と翌春の花の蕾が生える。
雌雄異株。花期は2-4月、花は淡黄緑色で、葉腋に束生状に2-10個つける。花弁にみえるのは萼裂片で、萼筒は長さ5-9mmになり、先が4裂し、長さ2.5-5.5mmの裂片は開出する。雌株の花の方がやや小さい。小花柄は花後、枝にいぼ状に残る。雄蕊は8個で、雄蕊上列は萼筒から少し出る。子房は無柄で楕円形になり、花柱はごく短く、柱頭は円盤形になる。果期は5-7月、径8mmほどの楕円形の果実をつける。果実は液果で赤く熟し、辛く有毒。

## 分布と生育環境
中国（吉林省、遼寧省）、朝鮮半島、日本に分布する。
日本では、福島県以西の本州、四国、九州に分布し、落葉樹林内に生育する。

## 和名の由来
樹皮が強靭で、枝を折ってもちぎれないことから、この木の樹皮で鬼を縛っても切れないだろうという意味で、オニシバリ（鬼縛り）といい、また、夏に一時落葉することから、ナツボウズ（夏坊主）という。

## ギャラリー

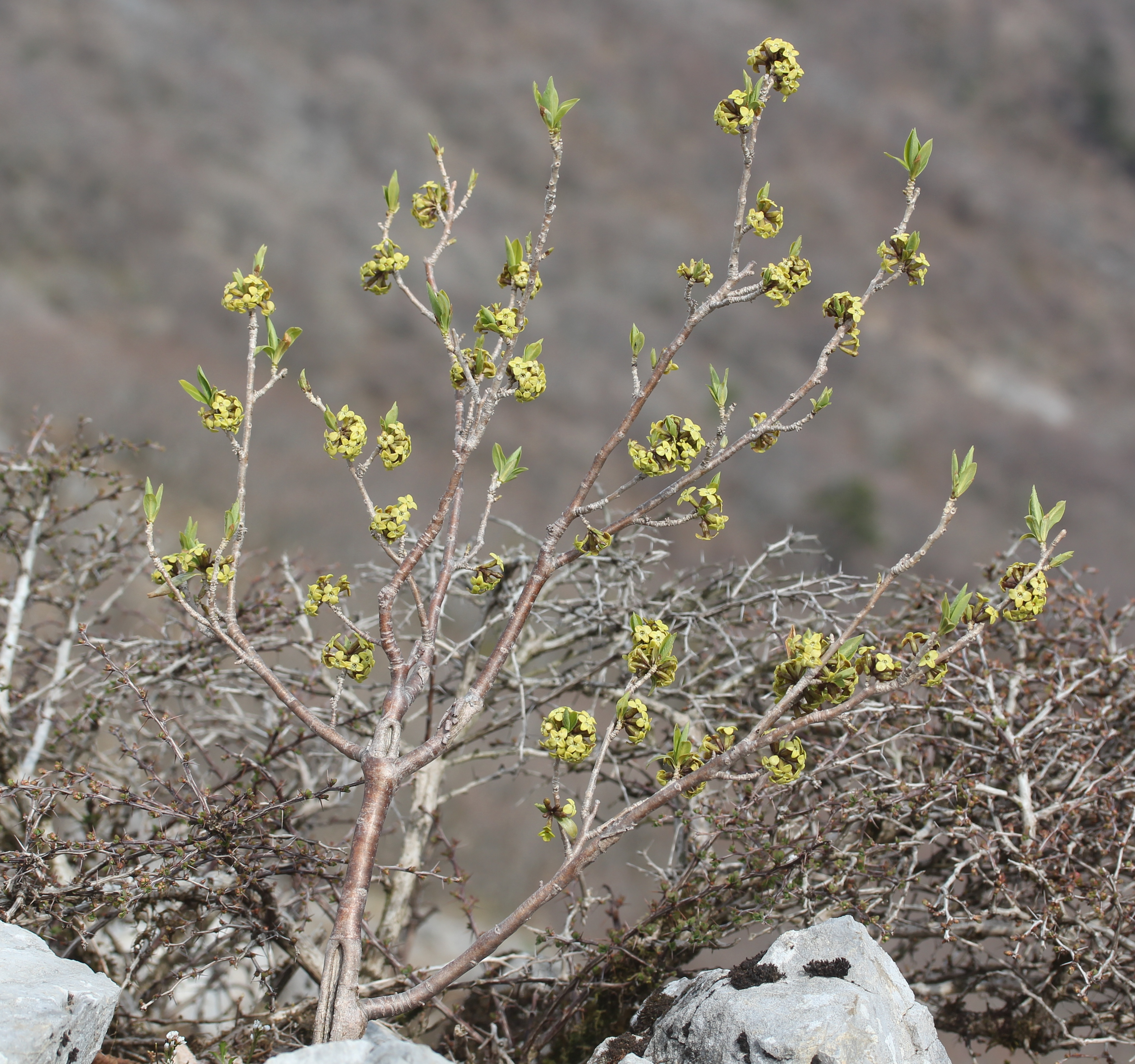
花をつけたオニシバリ藤原岳の石灰岩の岩場にて（2014年4月）
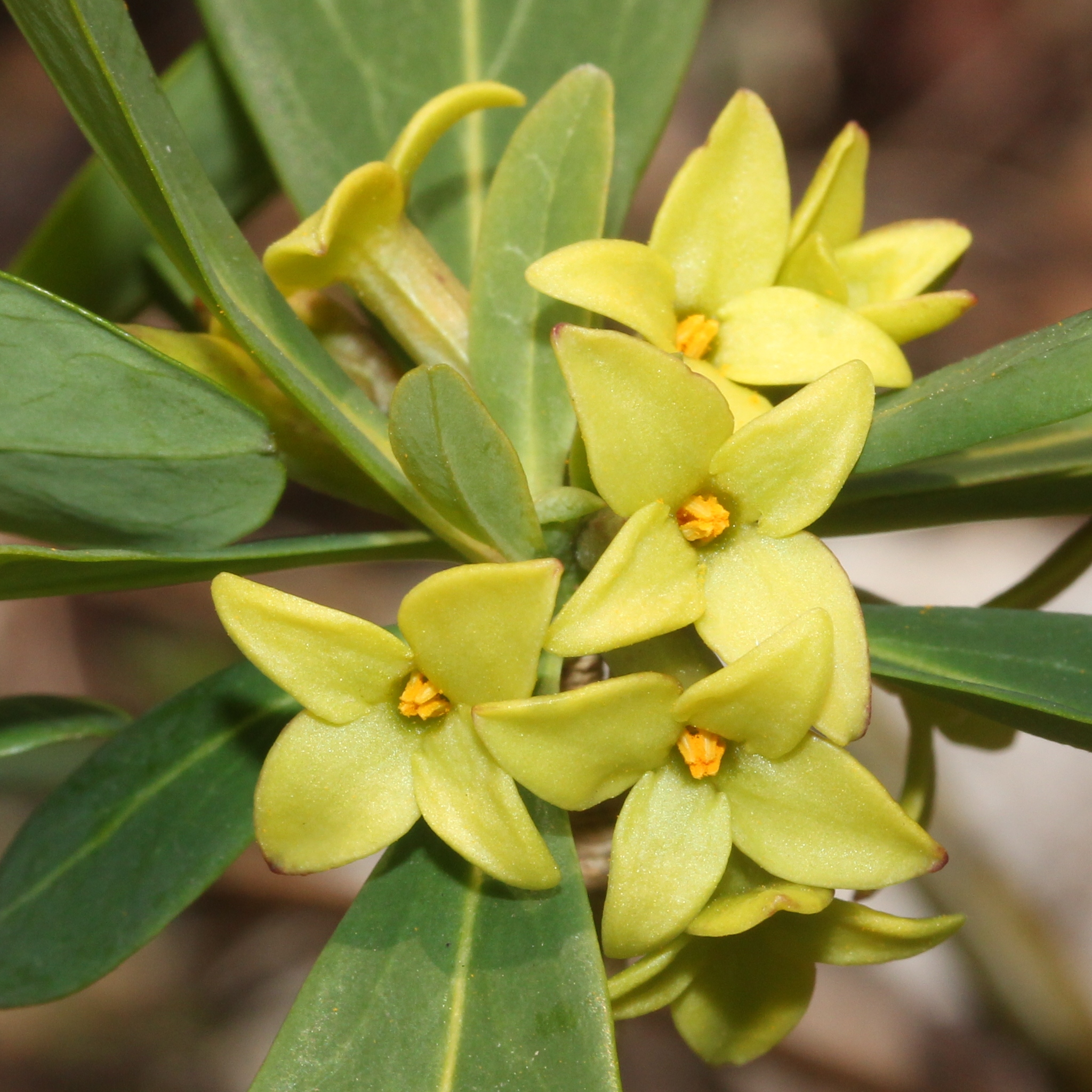
花の細部
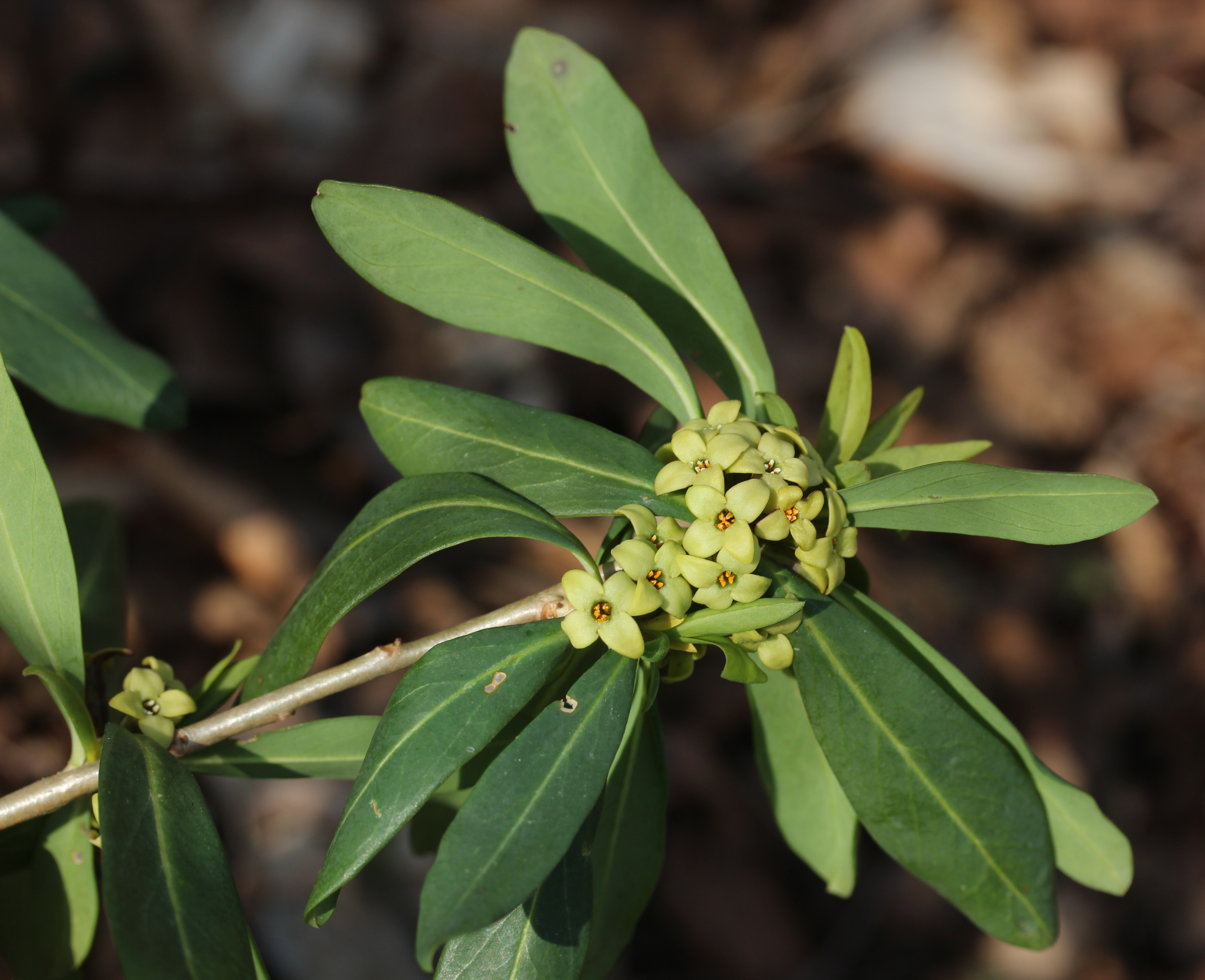
葉と花
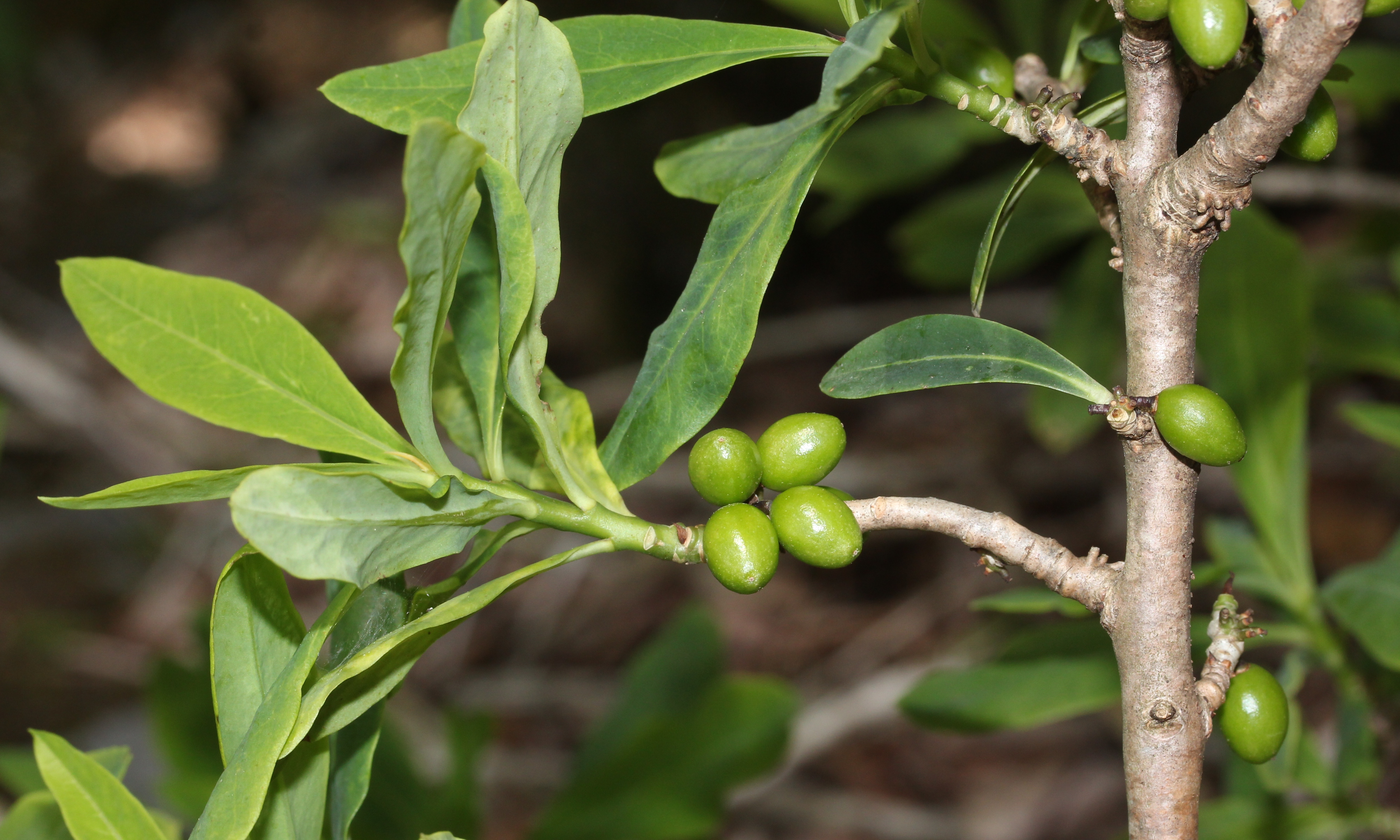
若い楕円形の果実
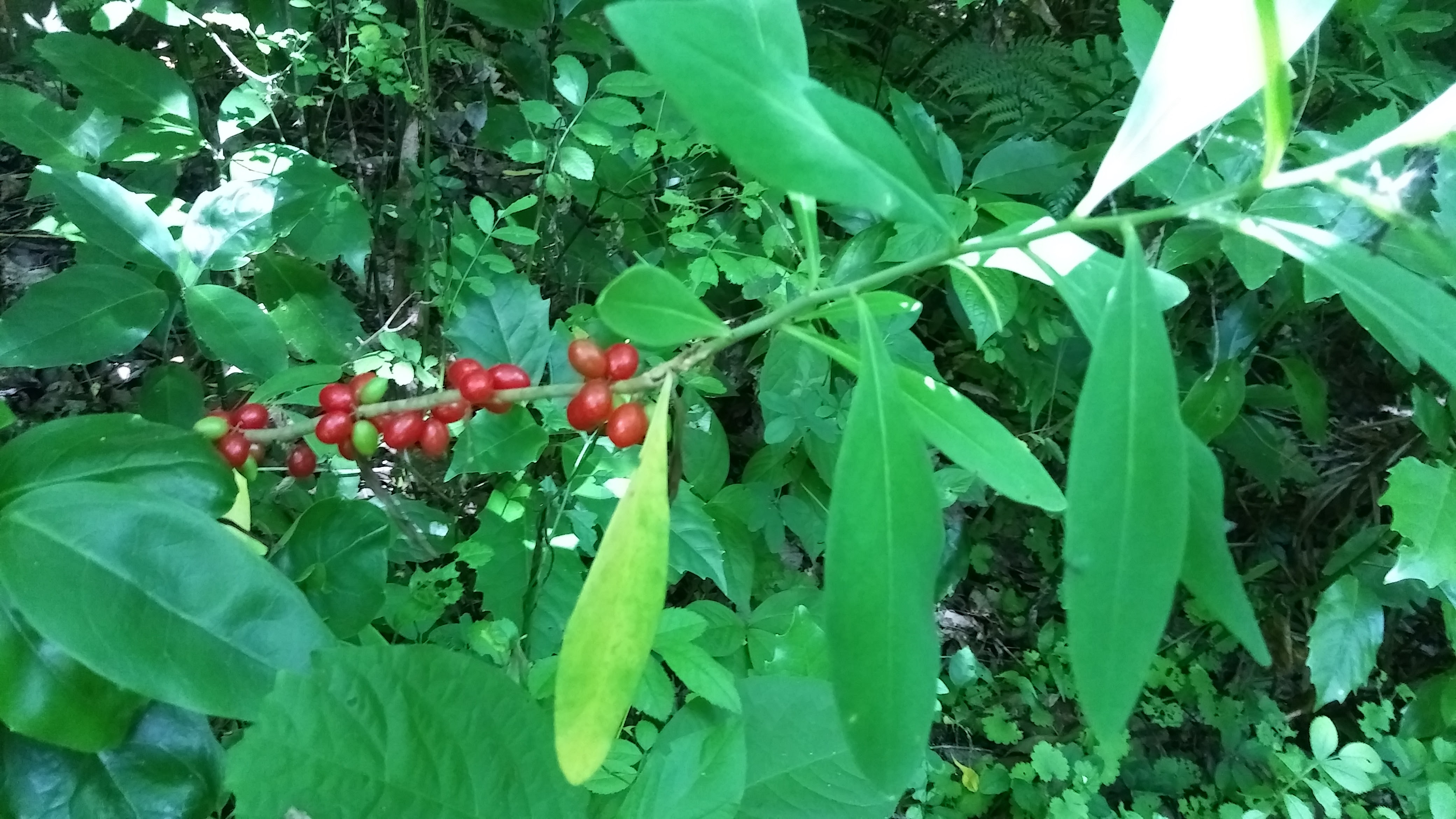
赤く熟した果実